# Grabmal des Kardinals Francisco Jiménez de Cisneros

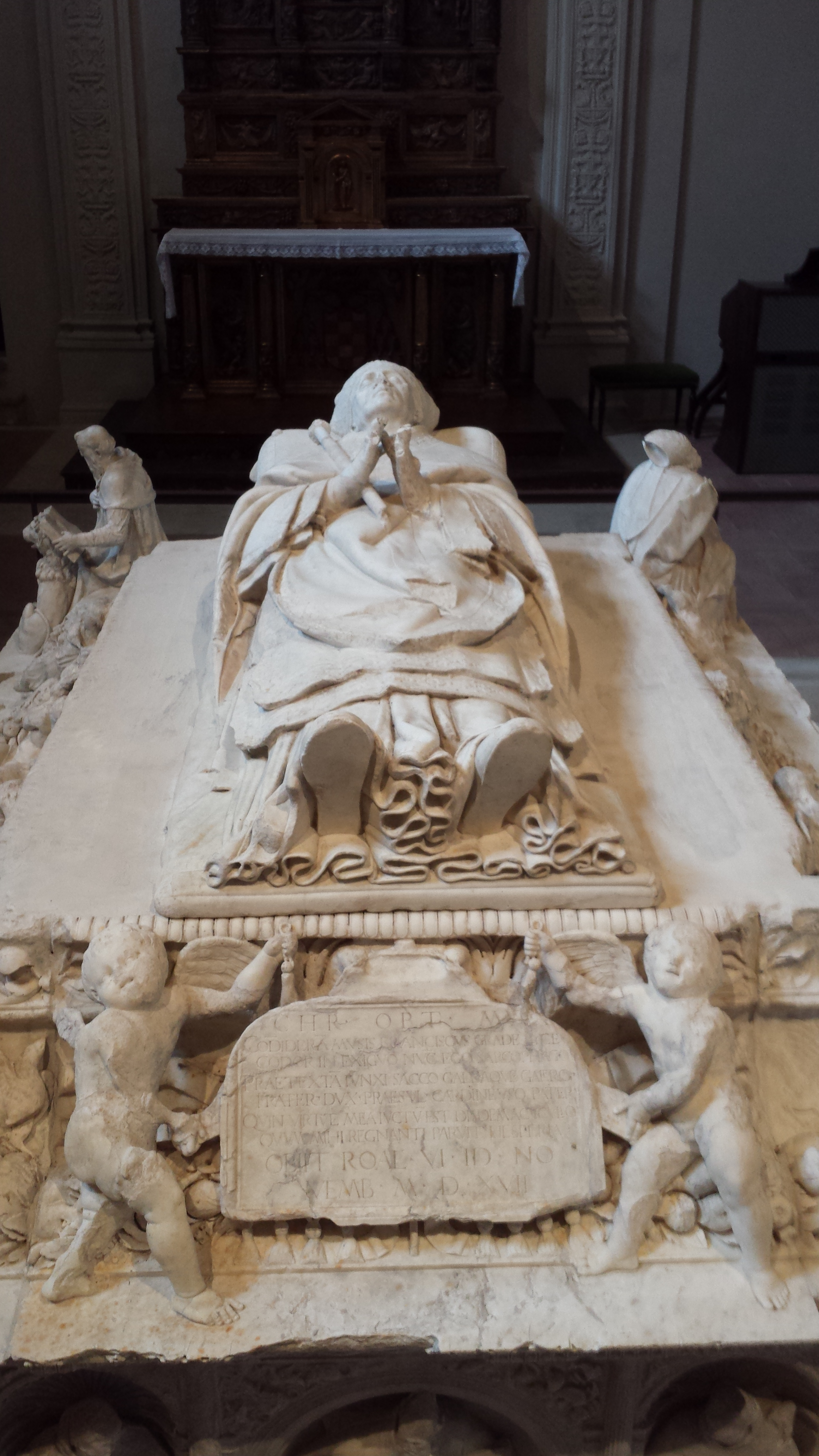

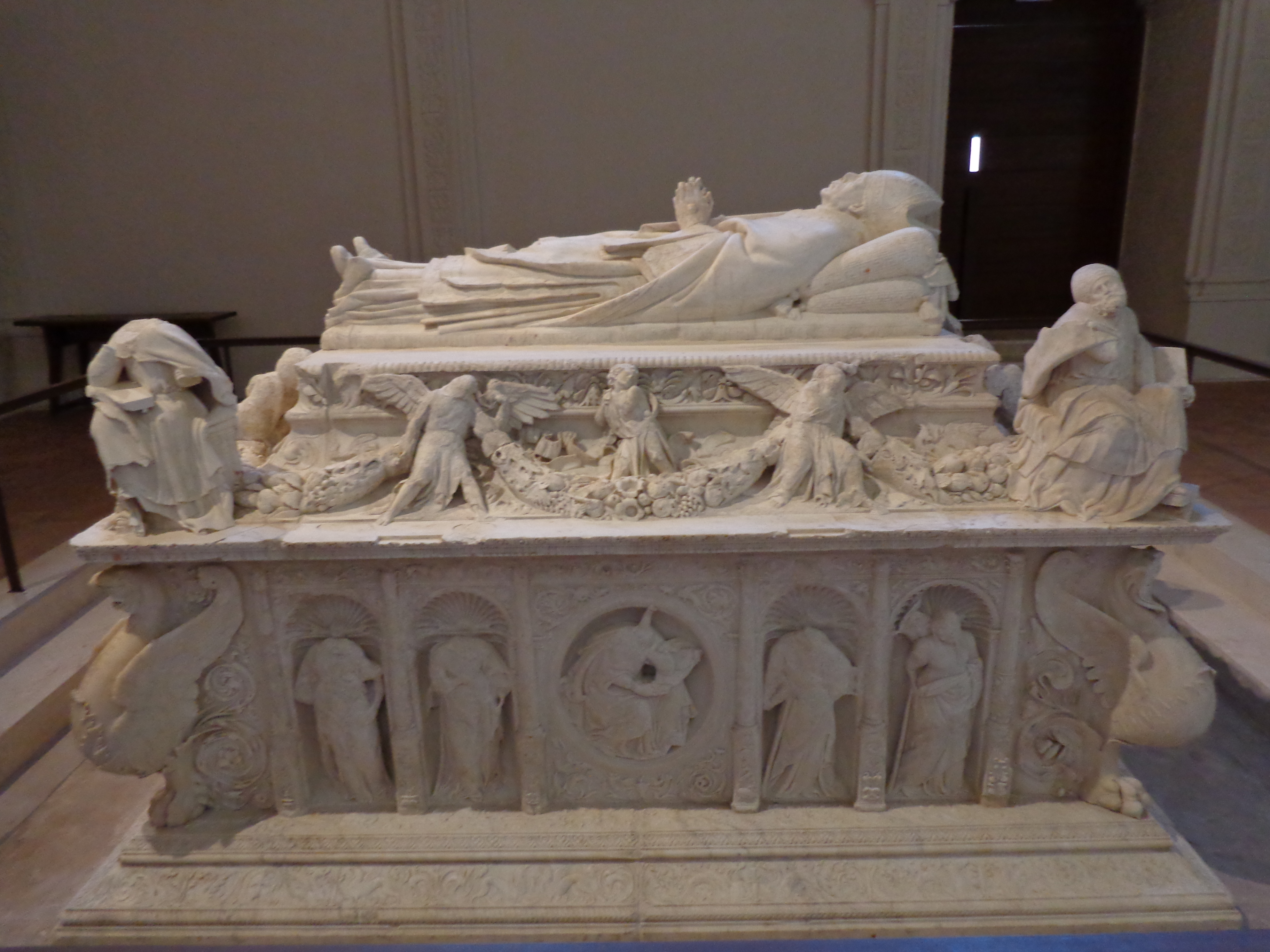

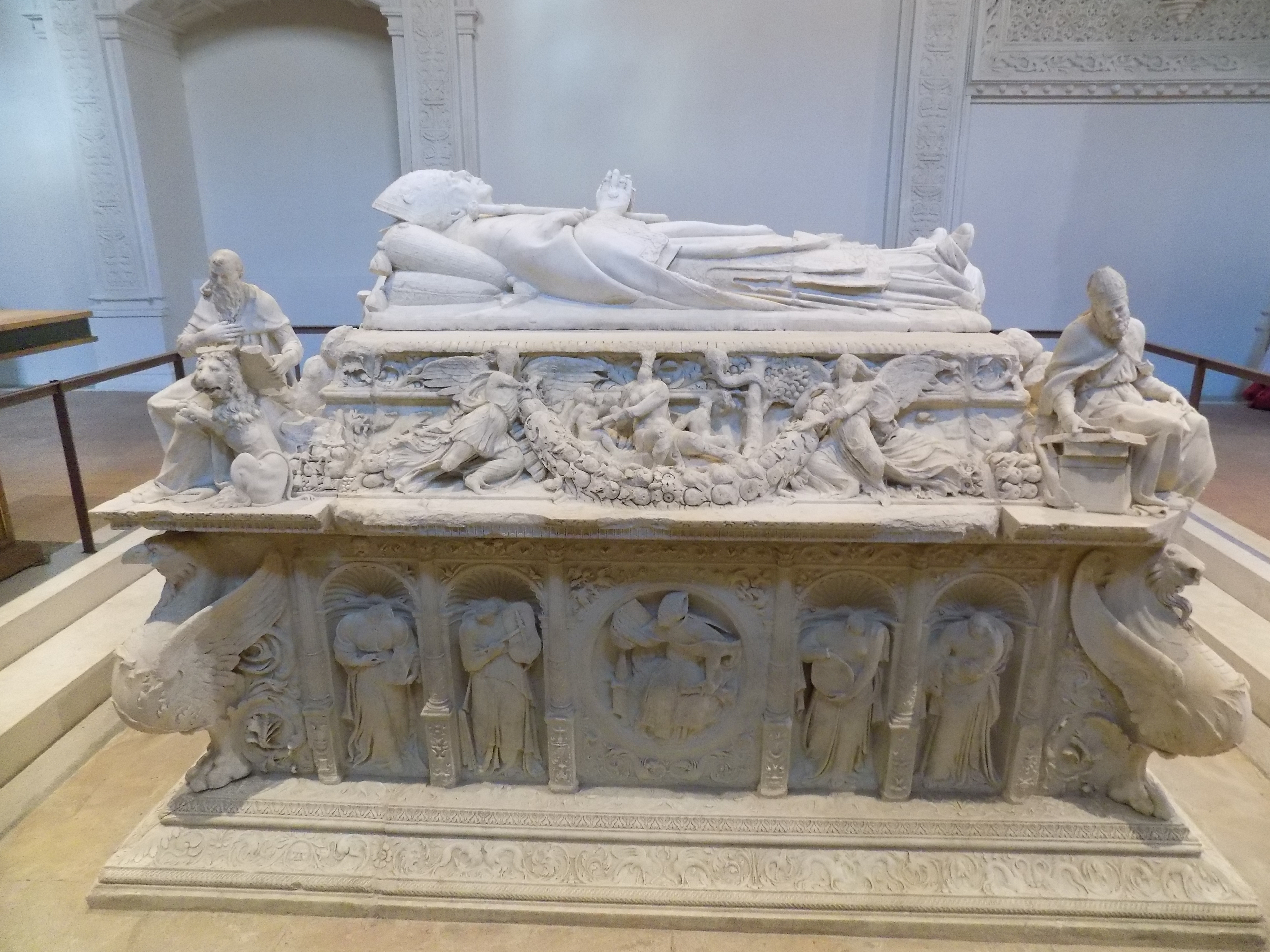

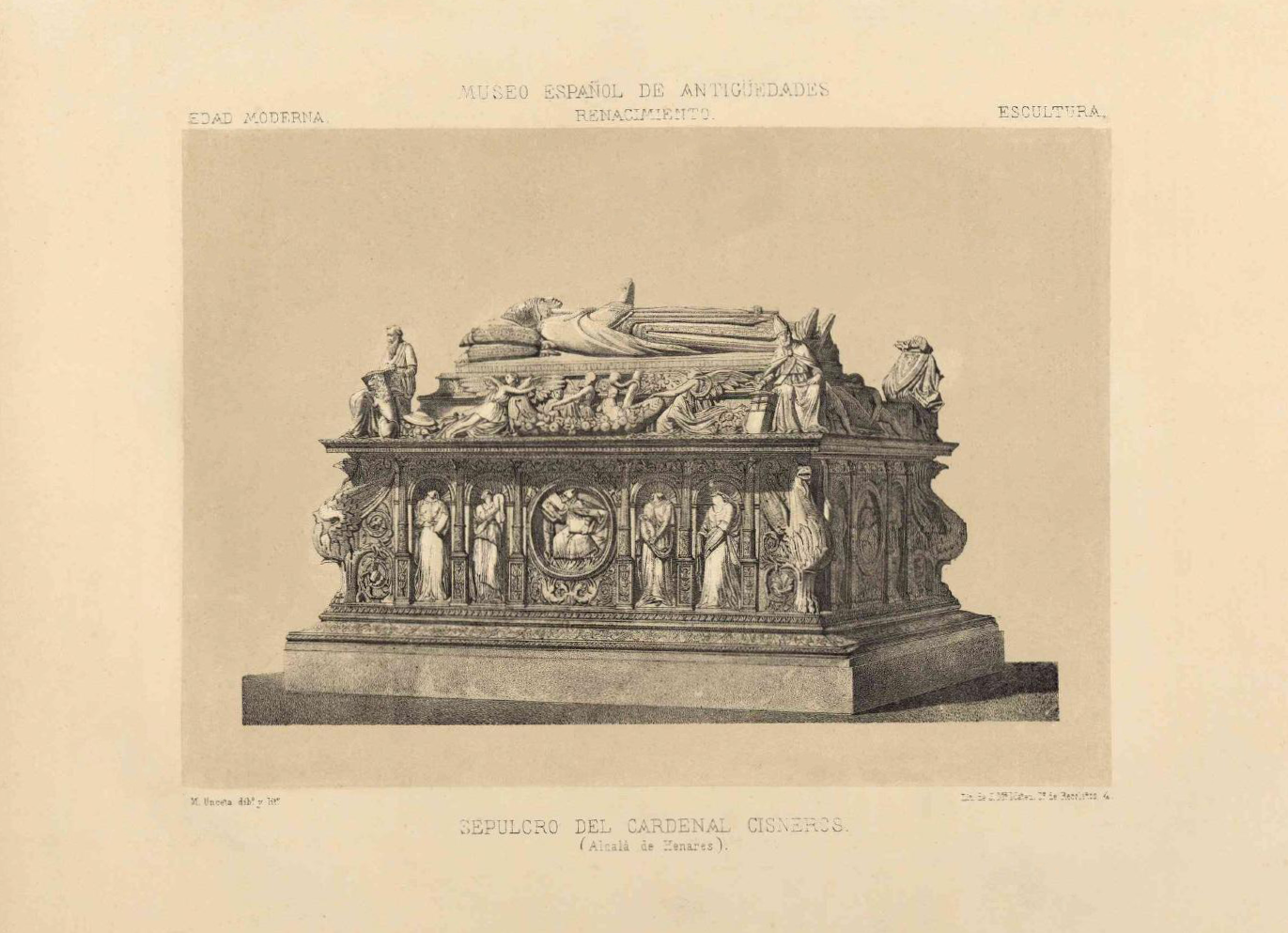
1875

Das Grabmal des Kardinals Francisco Jiménez de Cisneros in der Kapelle des Colegio Mayor San Ildefonso der Universität von Alcalá de Henares (Spanien) wurde von dem aus Settignano in Italien stammenden Bildhauer Domenico Fancelli entworfen und von dessen Nachfolgern im Jahr 1521 fertiggestellt.

## Entstehung und Standort
Der Bildhauer Domenico Fancelli war, nachdem der Graf von Tendilla ihn mit der Schaffung eines Grabmales für seinen Bruder, Diego Hurtado de Mendoza y Quiñones, den verstorbenen Erzbischof von Sevilla, beauftragt hatte, ein gefragter Künstler in Kastilien. Die Testamentsvollstrecker des Kardinals Cisneros beauftragten ihn mit der Schaffung eines Grabdenkmals in der Capilla de San Ildefonso in der Universität von Alcalá. Er begann 1518 mit den Arbeiten. Nach dem Tod Fancellis übernahm Bartolomé Ordóñez die Aufgabe. Als auch er im Jahr 1520 starb, vollendeten seine Mitarbeiter Juan Florentino und Simón de Bellana das Werk.
Nach der Profanierung der Kapelle im Rahmen der Desamortisation in Spanien wurde das Grabdenkmal im Jahr 1857 auf Anordnung der Königin Isabella II. in das Mittelschiff der Magistralkirche (heute Kathedrale von Alcalá) versetzt. Darunter errichtet man eine Krypta für die Gebeine des Kardinals. 1936 wurde das Grabdenkmal bei dem Brand der Kirche stark beschädigt. Nach einer Restaurierung erhielt es 1977 wieder seinen alten Platz direkt vor dem Hauptaltar in der Capilla de San Ildefonso.

## Beschreibung
Das 247 cm breite, 313 cm lange und 190 cm hohe Grabdenkmal aus Carrara-Marmor gliedert sich in vier Bereiche: Das Fundament, das Grabmal, das Bett und die liegende Figur. Es weist viele Ähnlichkeiten mit dem von demselben Künstler geschaffenen Grabdenkmal des Prinzen Johann von Aragón und Kastilien in der Kirche des Königlichen Klosters des Heiligen Thomas in Ávila auf. Der kleine Sockel ist reich mit Ornamenten verziert. Die Längsseiten des Kastens sind durch klassische Säulen, die auf hohen Basen stehen, in fünf Felder geteilt. Das mittlere breitere Feld zeigt auf der Evangelienseite auf einem Rundbild die Darstellung des Heiligen Eugenius, des ersten Bischofs von Toledo. In den anderen vier Feldern befinden sich die Figuren des Quadriviums (Arithmetik, Musik, Astronomie, Geometrie). Im mittleren Feld auf der Epistelseite ist der Heilige Leander von Sevilla dargestellt, ihn umgeben Figuren, die das Trivium (Grammatik, Dialektik, Rhetorik) und die Theologie verkörpern. Sie alle spielen auf die Lehre an, die an der Universität von Alcalá vermittelt wurde. Auch die Schmalseiten werden durch Säulen in drei Felder geteilt. Auf der Kopfseite zeigt ein Rundbild den Heiligen Ildefons von Toledo zwischen dem Heiligen Johannes der Buße und Jakobus dem Älteren auf den äußeren Feldern. Auf der Fußseite wird auf dem mittleren Feld der Heilige Isidor von Sevilla dargestellt, umgeben auf den äußeren Feldern von dem Heiligen Franz von Assisi und dem Heiligen Dominikus. Die vier Kanten des Grabdenkmals werden durch Greife geschützt. Darüber sind die vier Kirchenväter der katholischen Kirche sitzend dargestellt: Der Heilige Hieronymus, der Heilige Ambrosius von Mailand, der Heilige Augustinus von Hippo und Gregor der Große.
Auf den Seitenwänden des Bettes werden Szenen aus dem Paradies gezeigt, geschmückt mit Girlanden aus Blumen und Früchten, die von Vögeln und Engeln getragen werden. Auf der Frontseite, in Richtung des Altars, befindet sich das Wappen des Kardinals Cisneros, auf der anderen eine Grabinschrift. Sie werden von Putten getragen.
Die Figur des Kardinals, in bischöflichen Gewändern mit dem Bischofsstab in den Händen, liegt mit dem Kopf auf der Seite des Altars. Diese Ausrichtung gilt als ein Vorrecht der Geistlichen. Die Figur des Verstorbenen ist eine Realdarstellung seines Aussehens zur Zeit des Eintritts des Todes.
Als Autor der Grabinschrift gilt Juan de Vergara, ein Freund des Kardinals Cisneros:

„CHR・OPT・MAX
CONDIRAM MUSIS FRANCISCUS GRANDE LYCEUM・
 CONDOR IN EXIGUO NUNC EGO SARCOPHAGO・
PRAETEXTAM JUNXI SACCO GALEAMQUE GALERO・
FRATER ・ DUX・ PRAESUL・ CARDINEUS・ QUE PATER・
QUIN VIRTUTE MEA JUNCTUM EST DIADEMA CUCULLO・
DUM MIHI REGNATI PARIUT HESPERIA・
OBIT・ROAE・VI・ID・NO
VEMB・M・D・XVII“

## Bestattungsorte der Gebeine
Francisco Jiménez Cisneros hatte in seinem Testament seine Beisetzung in der von ihm gegründeten Kapelle des Colegio Mayor San Ildefonso in Alcalá de Henares angeordnet. Nach seinem Tod, am 8. November 1517, wurde der Leichnam am 15. November 1517 in einem provisorischen Grab in der Krypta  beigesetzt. Wegen eines Hochwassers und aus anderen Gründen ruhten die Gebeine ab 1645 an verschiedenen Stellen der Kapelle, bis sie 1677 in einer Truhe in einer Nische nahe dem Hauptaltar der Kapelle eingemauert wurden. Dort blieben sie bis zum 26. April 1857. Nach der Profanierung der Kapelle wurden das Grabdenkmal in der Magistralkirche (heute Kathedrale) aufgebaut und die sterblichen Überreste des Kardinals Cisneros dort in einer unter dem Grabdenkmal errichteten Krypta beigesetzt. Nachdem die Magistralkirche 1936 durch einen Brand stark beschädigt worden war, überführte man die Gebeine nach Madrid. Sie kehrten erst 1977 in die Magistralkirche zurück.
Anlässlich der 500. Wiederkehr des Todestages des Kardinals Cisneros hat das Bistum Alcalá de Henares, um dessen Sichtbarkeit und sein Erscheinungsbild in der Magistralkirche, die seit 1991 Kathedrale des Bistums ist, zu verbessern, am 8. November 2016 einen Teil seiner sterblichen Überreste in einen Altar im Rundgang hinter dem Chor, nahe der Krypta der Heiligen Kinder Justus und Pastor überführt. Dafür schuf der Bildhauer Julio López Hernández ein ca. zwei Meter hohes und 1,30 m breites Bronzerelief. Bei der Gestaltung orientierte sich der Künstler an einem Gemälde von Alejandro Ferrant y Fischermans, das den Kardinal Cisneros bei der Besichtigung einer Baustelle zeigt. Der Text auf dem Relief lautet:

„FRAY FRANCISCO JIMÉNEZ DE CISNEROS
 ARZOBISPO DE TOLEDO
 REFORMADOR DE LA IGLESIA
 FUNDÓ LA UNVERSIDAD DE ALCALÁ
 EDITO LA BIBLIA POLIGLOTA COMPLUTENSE
 Y ENGRANDECIO ESTE TEMPLO DE LOS SANTOS NIÑOS JUSTO Y PASTOR“

Auf dem Deckel, der innerhalb der Bronzetafel die Beisetzungsnische verschließt, heißt es:

„AQUI
YACEN
SVS RESTOS
MORTALES“

Der größte Teil der Gebeine wurde unter dem Hauptaltar der Kathedrale beigesetzt.
Das Grabmal steht als Teil der Manzana Fundacional Cisneriana de la Universidad de Alcalá (durch Cisneros gegründetes Stadtviertel der Universität von Alcalá) unter Denkmalschutz.